# Théophile Kourkouas
Théophile Kourkouas (en grec : Θεόφιλος Κουρκούας, vers 920-970) est un général byzantin du Xe siècle. Il est aussi le grand-père de l'empereur Jean Ier Tzimiskès.

## Biographie
Théophile est un membre de la famille Kourkouas d'origine arménienne. Elle fait partie des principales familles de l'aristocratie militaire d'Anatolie au début du Xe siècle et son premier représentant, Jean Kourkouas, a notamment mené une conspiration contre l'empereur Basile Ier le Macédonien vers 886,. Son frère aîné, Jean Kourkouas, est nommé au poste de domestique des Scholes en Orient (ce qui équivaut au titre de général en chef des armées d'Orient) vers 923, par l'empereur Romain Ier Lécapène. Il sert à ce poste durant 22 ans. En 923, Théophile aide son frère à réprimer la révolte de Bardas Boilas, le stratège de Chaldée et devient le nouveau gouverneur de cette province stratégiquement importante.
À partir de 927, Jean Kourkouas lance des campagnes continues contre les émirats musulmans frontaliers et Théophile l'assiste souvent avec succès, notamment lors de ses campagnes en Arménie. Avec son frère, Théophile assiège Théodosiopolis (aujourd'hui Erzurum), la capitale de l'émirat de Qaliqala, d'automne 930 jusqu'à sa chute sept mois plus tard. On connaît peu de choses de ses activités ultérieures mais il est félicité dans la chronique de Théophane continué pour son excellence et sa bravoure, ses exploits en Mésopotamie étant comparés à ceux de Solomon, un général de Justinien. 
Un fils de Théophile dont le nom est inconnu se marie à la sœur de Nicéphore Phocas et leur fils, Jean Tzimiskès, renverse et tue Phocas en 969 pour devenir le nouvel empereur.